# Mats Gellerfelt
Mats Erik Rune Gellerfelt[uttal saknas], född 24 mars 1952 i Essinge kyrkobokföringsdistrikt i Bromma församling i Stockholm, död 31 juli 2016 i Gustav Vasa distrikt i Stockholm, var en svensk litteratur-, film- och teaterkritiker samt författare och översättare.

## Biografi
Gellerfelt var typograf på Svenska Dagbladet 1970–1979 och studerade samtidigt vid Stockholms universitet där han blev filosofie kandidat i litteraturvetenskap, filosofi och historia 1978. Från 1979 verkade han som litteraturkritiker på Svenska Dagbladet. Han var också kritiker i tidskriften Tempus. Vännen och SvD-kollegan Kaj Schueler skrev i en minnestext att Gellerfelt "hade sin förankring i den mästerliga modernistiska litteraturen: Faulkner, Joyce, Ekelöf, Hemingway, Eliot och you name it".
På 1980-talet väckte Gellerfelt debatt genom att kritisera den svenska litteraturkritiken och efterlysa fler språkexperiment, inledningsvis i tidskriften Jakobs Stege 1980. I samma anda skrev Gellerfelt själv två diktsamlingar och en roman.
På det privata planet var Gellerfelt en stor frankofil, som ofta vistades i Paris och Bordeaux. På 1960-talet, som tonåring, var han uttalad maoist och deltog i kårhusockupationen 1968. Han kom senare att ändra sin politiska hållning och kallades i Dagens Nyheter år 2009 för "konservativ kulturslugger".
Gellerfelt avled år 2016 i cancer. Han är gravsatt i minneslunden på Galärvarvskyrkogården i Stockholm.

## Priser och utmärkelser
- 1984 – Albert Bonniers stipendiefond för yngre och nyare författare
- 1995 – Gun och Olof Engqvists stipendium